# Aracosia

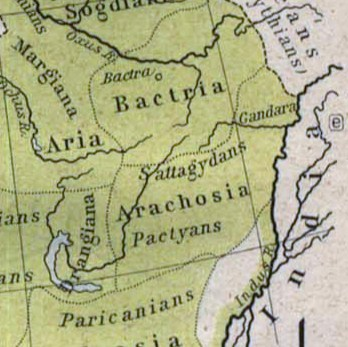
Carta dell'Arachosia in cui vivevano i Pashtun (Pactyans)

L'Aracosia (in greco antico Ἀραχωσία - Arachōsíā, in persiano antico 𐏃𐎼𐎢𐎺𐎫𐎡𐏁, Harauvatiš) era una regione orientale dell'Impero achemenide, corrispondente grossomodo all'odierno Afghanistan sudorientale e Pakistan occidentale, nella regione oggi chiamata Pashtunistan. Il nome originale persiano deriva da quello del fiume Harahuvatis (l'odierno Helmand), che l'attraversa rendendola una regione fertile. La città più grande della regione è oggi Kandahar, presumibilmente fondata da Alessandro Magno con il nome di Alexandria Arachosia.

## Storia
Alcune zone settentrionali e occidentali dell'Aracosia furono comprese nell'impero dei Medi prima del 550 a.C., quando la provincia passò agli Achemenidi. Alessandro Magno conquistò la regione negli anni 320 a.C., forse fondando allo stesso tempo Alexandria Arachosia.
Con la frammentazione dell'impero di Alessandro, i Seleucidi presero controllo della zona, che fu concessa all'Impero Maurya nel 305 a.C. in base ad un patto di alleanza; la provincia passò alla dinastia Shunga quando questi rovesciarono i Maurya nel 185 a.C., ma poco dopo la regione fu annessa al Regno greco-battriano, rientrando poi a metà del II secolo a.C. nel secessionista Regno indo-greco.
La metà del I secolo a.C. vide gli Indo-greci espulsi dagli Indo-sciti, a loro volta cacciati all'inizio del I secolo dai Parti e dagli Indo-parti. La fertile regione rientrò nel'Impero Kushan che la governò fino al 230 circa, quando i Kushan furono sconfitti dai Sasanidi e sostituiti da vassalli persiani noti come Kushanshas o Indo-sasanidi.
Nel 420 presero il potere i Chioniti, fondatori del regno kidarita, sostituiti negli anni 460 dagli Eftaliti o Unni bianchi, a loro volta sconfitti nel 565 da una coalizione di Persiani e Turchi: l'Aracosia fece parte del sopravvissuto regno kushano-eftalita di Kapisa, prima di divenire l'obiettivo degli Arabi musulmani.
Intorno all'870 i Kushano-eftaliti furono sostituiti dalla dinastia degli Shahi, a loro volta conquistati dai Turchi ghaznavidi all'inizio dell'XI secolo.